# Comella laetifica
Comella laetifica is een vlinder uit de familie van de Callidulidae. De wetenschappelijke naam van de soort is voor het eerst geldig gepubliceerd in 1864 door Felder & Felder.